# Фідеїкоміс
Фідеїкоміс (лат. fideicommissum, від лат. fides — «довіра», «сумлінність» і лат. committere — «доручати») — вид заповіту.

## Римське право
В  Римському праві, заповідач доручав  спадкоємцю виконати обумовлені дії на користь третьої особи, яка зазвичай не мала пасивної заповідальної здатності. Фідеїкоміс не був пов'язаний обмеженнями, передбаченими для  легатів. При дотриманні інтересів інших спадкоємців, можна було доручити передати як фідеікоміс весь спадок повністю третій особі (універсальний фідеікоміс). Фідеїкоміс діяв і для третіх осіб, які не успадковували майно, а мали тільки обов'язки по відношенню до будь-якого можливого спадкоємця: наприклад, заповідач міг наказати своєму боржникові повернути борг конкретній особі, не обов'язково спадкоємцю. Покладені доручення повинні були мати законний і моральний характер: не можна було доручити здійснити злочин тощо За своєю суттю, фідеїкоміс знімав обмеження щодо можливості для заповідача розпоряджатися майном у заповіті.

## Німецьке і остзейське право
В  німецькому праві заповідальне розпорядження, в силу якого якесь майно, зазвичай нерухоме, має залишатися у володінні сім'ї невідчужуваним і переходити в певному порядку спадкування. Саме це майно також називали фідеїкоміс. Дворянські родові фідеїкоміси  остзейського права відповідали майоратам в законодавстві  Російської імперії.

## Історія
В роботі  Адама Сміта «Дослідження про природу і причини багатства народів» (1776) зустрічається такий опис фідеїкоміса:

| Фідеїкоміси є природним наслідком закону про первородство. Вони були встановлені для забезпечення певного наслідування по прямій лінії, думку про який вперше дав закон про первородство, і для запобігання того, щоб хоча б частина первісного нерухомого маєтку вийшла з володіння основної лінії шляхом дарування, заповіту та відчуження або внаслідок марнотратства або нещасть когось небудь з спадкоємців. Фіде]коміси були взагалі невідомі римлянам. Їх субституції і фідеїкоміси не мають нічого спільного з сучасними [кінця XVIII століття] фіде]комісами, хоча деякі французькі юристи визнали доречним наділити цю сучасну установу в зовнішні форми і терміни згаданих стародавніх установ. |